# Aedes nigromaculis
Aedes nigromaculis är en tvåvingeart som först beskrevs av Frank Ludlow 1906.  Aedes nigromaculis ingår i släktet Aedes och familjen stickmyggor. Inga underarter finns listade i Catalogue of Life.